# Neoprene

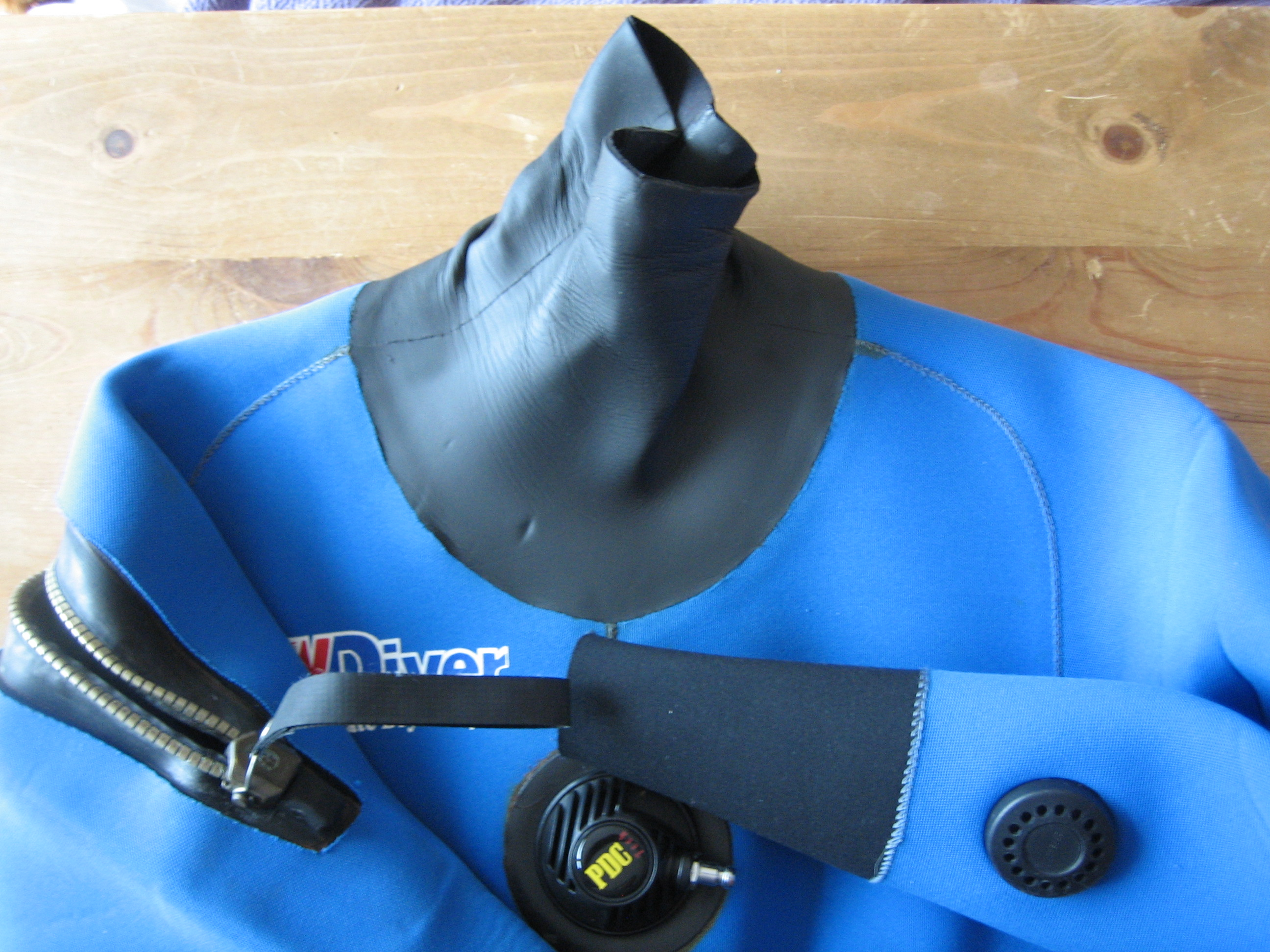
Miếng bịt cổ, bịt cổ tay, khóa thông hơi bằng tay, máy bơm hơi, phéc mơ tuya và vải của một bộ đồ lặn bằng cao su neoprene. Chất liệu mềm ở cổ và cổ tay được làm từ cao su neoprene để tạo độ đàn hồi.

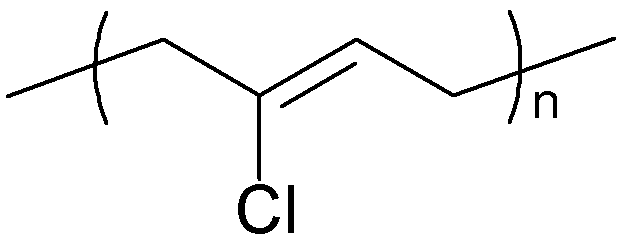
Cấu trúc hóa học của đơn vị lặp lại của polychloroprene

Neoprene (tên khác là polychloroprene) là một họ cao su tổng hợp được sản xuất bằng cách trùng hợp chloroprene. Neoprene thể hiện tính ổn định hóa học tốt và duy trì tính linh hoạt trong một phạm vi nhiệt độ rộng. Neoprene được bán dưới dạng cao su rắn hoặc ở dạng mủ và được sử dụng trong nhiều ứng dụng khác nhau, chẳng hạn như vỏ máy tính xách tay, nẹp chỉnh hình (cổ tay, đầu gối, v.v.), vật liệu cách điện, màng đàn hồi dạng lỏng và dạng tấm hoặc nhấp nháy, và cua roa ô tô.

## Sản xuất
Neoprene được sản xuất bằng cách trùng hợp gốc tự do của chloroprene. Trong sản xuất thương mại, polyme này được điều chế bằng phản ứng trùng hợp nhũ tương gốc tự do. Quá trình trùng hợp được bắt đầu bằng cách sử dụng kali persulfat. Các nucleophile đa chức năng, các oxit kim loại (ví dụ: oxit kẽm) và thiourea được sử dụng để liên kết chéo các sợi polyme riêng lẻ.

## Lịch sử
Neoprene được phát minh bởi các nhà khoa học làm việc tại DuPont vào ngày 17 tháng 4 năm 1930, sau khi Tiến sĩ Elmer K. Bolton của DuPont tham dự một bài giảng của Cha Julius Arthur Nieuwland, một giáo sư hóa học tại Đại học Notre Dame. Nghiên cứu của Nieuwland tập trung vào hóa học acetylen và trong quá trình làm việc của mình, ông đã sản xuất ra divinyl acetylen, một loại thạch có thể biến thành một hợp chất đàn hồi tương tự như cao su khi cho qua lưu huỳnh dichloride. Sau khi DuPont mua bản quyền bằng sáng chế từ trường đại học, Wallace Carothers của DuPont đã tiếp quản việc phát triển thương mại khám phá của Nieuwland với sự cộng tác của chính Nieuwland và các nhà hóa học của DuPont là Arnold Collins, Ira Williams và James Kirby. Collins tập trung vào monovinyl acetylen và cho phép nó phản ứng với khí hydro chloride, tạo thành cloropren.
DuPont lần đầu tiên tiếp thị hợp chất này vào năm 1931 với tên thương mại là DuPrene, nhưng khả năng thương mại của nó bị hạn chế bởi quy trình sản xuất ban đầu, khiến sản phẩm có mùi hôi. Một quy trình mới đã được phát triển, loại bỏ các sản phẩm phụ gây mùi và giảm một nửa chi phí sản xuất, và công ty bắt đầu bán nguyên liệu này cho các nhà sản xuất thành phẩm. Để ngăn các nhà sản xuất kém chất lượng làm tổn hại đến danh tiếng của sản phẩm, nhãn hiệu DuPrene đã bị hạn chế chỉ áp dụng cho vật liệu do DuPont bán. Vì bản thân công ty không sản xuất bất kỳ sản phẩm cuối nào có chứa DuPrene, nên nhãn hiệu này đã bị bỏ đi vào năm 1937 và được thay thế bằng một tên chung, neoprene, nhằm "biểu thị rằng đây là một thành phần, chứ không phải là một sản phẩm tiêu dùng hoàn chỉnh". DuPont sau đó đã làm việc rộng rãi để tạo ra nhu cầu cho sản phẩm của mình, thực hiện một chiến lược tiếp thị bao gồm xuất bản tạp chí kỹ thuật của riêng mình, trong đó công bố rộng rãi công dụng của neoprene cũng như quảng cáo các sản phẩm dựa trên neoprene của các công ty khác. Đến năm 1939, doanh số bán neoprene đã tạo ra lợi nhuận hơn 300.000 đô la cho công ty (tương đương $6.311.483 năm 2022).